# Bactrocera rutila
Bactrocera rutila är en tvåvingeart som först beskrevs av Erich Martin Hering 1941.  Bactrocera rutila ingår i släktet Bactrocera och familjen borrflugor. Inga underarter finns listade.